# Stazione di Lineri
La stazione di Lineri era una fermata della ferrovia Circumetnea a servizio delle frazioni di Lineri e di Montepalma del comune di Misterbianco. Era la stazione limite del servizio ferroviario metropolitano della città di Catania.

## Storia

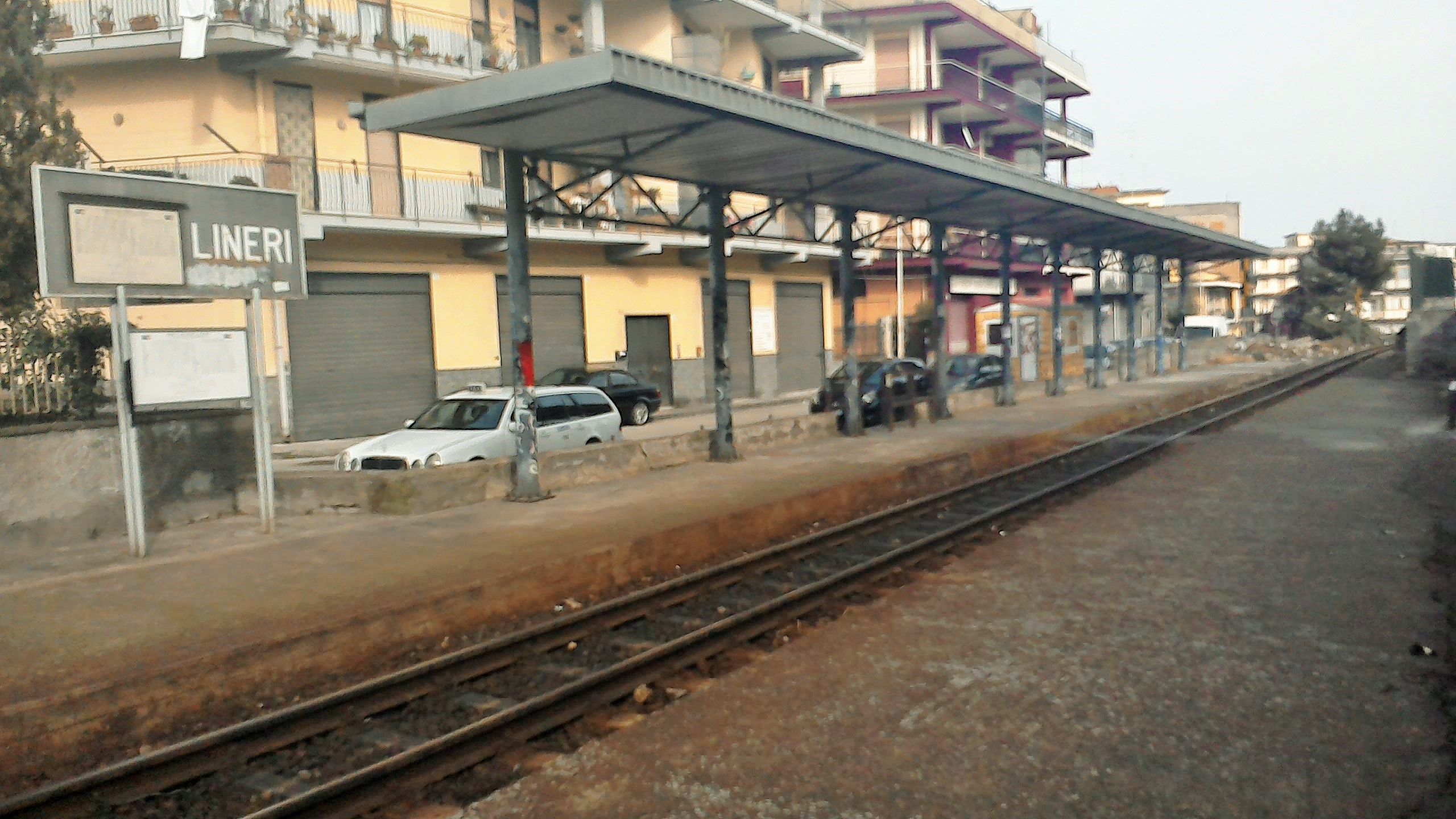
La fermata di Lineri, fotografata a marzo del 2016.

La fermata venne costruita negli anni settanta in seguito all'espansione urbanistica a nord-ovest della città di Catania che occupò vaste aree del confinante comune di Misterbianco che costituirono i due popolosi quartieri decentrati, Lineri e Montepalma, di tale comune posti rispettivamente a nord e a sud della linea ferrata. 
La fermata, costruita poco dopo il confine comunale, con il passare degli anni fu totalmente inglobata dall'abitato.

### Interventi di riqualificazione e ristrutturazione

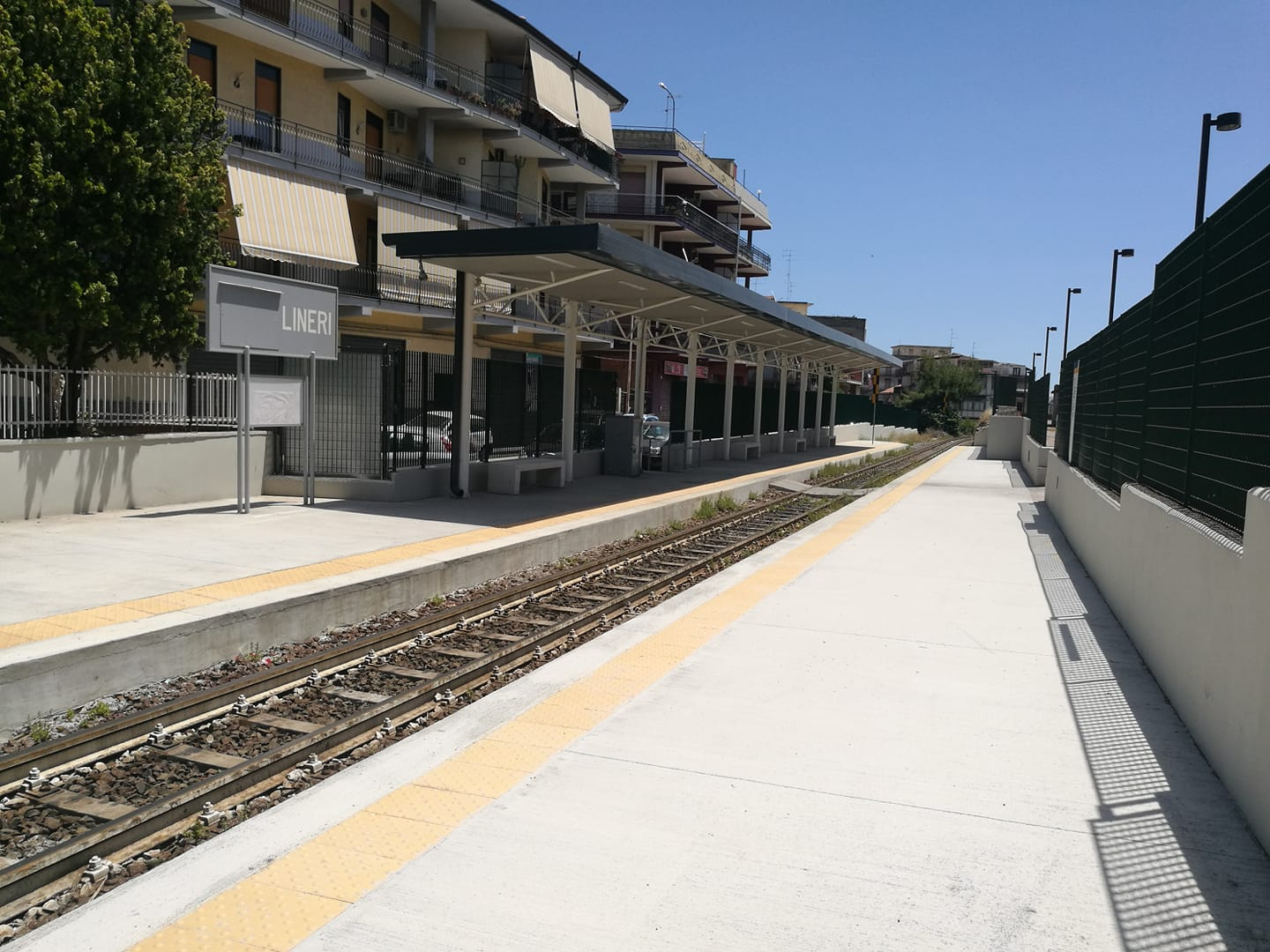
La fermata di Lineri, fotografata a giugno del 2022.

Nell'autunno del 2021 e fino a inverno inoltrato del 2022, la fermata di Lineri-Montepalma fu oggetto di ristrutturazione.
Non essendo presente alcun fabbricato viaggiatori, gli interventi si limitarono al restauro della pensilina, con l'installazione dell'illuminazione, il posizionamento di quattro panchine in cemento (assenti in precedenza), il risanamento del muretto che separa la sede ferroviaria con la via Alcide De Gasperi (con l'aggiunta di una recinzione), la sostituzione delle barriere architettoniche e l'installazione ex novo della linea gialla tattile.

### La dismissione per i lavori della metropolitana di Catania
Dal 15 giugno 2024, in conseguenza alla chiusura della tratta ferroviaria Catania Borgo-Paternò, la stazione è stata definitivamente dismessa. Non viene sostituita da una stazione della metropolitana di Catania in quanto il suo percorso si discosta notevolmente da quello di superficie. Le stazioni più prossime in sotterranea e in area più a sud, sono Monte Po' e Fontana, quest'ultima in corrispondenza del polo ospedaliero Garibaldi-Nesima, ambedue entro il territorio comunale di Catania.

## Strutture e impianti
La fermata di Lineri-Montepalma, impresenziata, era costituita da una semplice coppia di marciapiedi (da ambo i lati del binario); una pensilina era posta sul lato nord. Non era provvista di sottopassaggio. Non aveva alcun deviatoio.

## Movimento
Nel 1975 il traffico giornaliero in partenza per Catania era costituito da 13 treni di automotrici (di cui 3 sospesi la domenica); di questi 5 provenivano da Riposto, 4 da Randazzo, 2 da Bronte, uno da Adrano e uno da Biancavilla. I treni provenienti da Catania erano 12; di questi 3 proseguivano fino a Riposto (termine linea), 7 fino a Randazzo, uno fino ad Adrano e uno fino a Bronte.
L'orario di servizio invernale del 2014/2015 offriva 18 treni giornalieri in arrivo da Catania, di cui 4 con termine corsa a Paternò, 3 fino a Bronte, 8 fino a Randazzo e 3 fino a Riposto. I treni in partenza per Catania erano 17: 10 provenienti da Randazzo e 3 da Adrano Nord.
Dall'inverno 1997, il servizio si svolgeva solo nei giorni feriali. Fino all'estate 2019 l'orario subiva una riduzione dell'offerta giornaliera nel periodo di chiusura generalizzata delle scuole.

## Interscambi
La fermata permetteva lo scambio con linee urbane di autobus dell'AMT(linee 421-632-642).
- Fermata autobus urbani